# 熊谷明美
熊谷 明美（くまがい あけみ、1976年3月7日 - ）は、札幌テレビ放送（STV）のアナウンサー。

## 略歴・人物
- 埼玉県川越市出身。聖心女子大学文学部卒業。
- 1998年入社。同期は吉川典雄、横井健一、中島静佳（現・フリーアナウンサー）。
- 2010年NNSアナウンス大賞（テレビ部門）最優秀賞受賞。
- 2017年2月20日の『まるごと!エンタメ〜ション』で第一子の妊娠を報告。出産後、2018年4月5日から復帰した。
- 2024年1月、自身がパーソナリティを務めるラジオ番組内で、本人から「健康診断を受けた際に治療を要する物が見つかり、通院や入院するため番組を休むことが多くなる」旨の報告があった。

## 主な出演番組

### テレビ
- シアターS（2022年10月6日 - ）
- STVニュース（不定期）

### ラジオ
- ごきげんようじ（2019年4月 - ）アシスタント
- COCONO Sラジ（2024年1月 - 2024年3月）水曜日メインパーソナリティ
  - 午後のSラジ（仮）（2023年10月 - 2023年12月）
- STVニュース（不定期）

## 主な過去の出演番組

### テレビ
- 朝6生ワイド（2004年4月 - 2007年9月28日、2009年3月30日 - 2011年3月25日）
- どさんこワイド212
- おしえて!北のなるほ堂
- ザ!仮面アナ
- 北再発見21
- スポーツスピリット
- アナ斬りっ
- ズームイン!!サタデー（2005年10月 - 2009年3月。基幹局中継廃止により一旦降板となるが、不定期で登場する場合あり）
- ズームイン!!SUPER（2006年10月 - 2011年3月31日）
  - 初登場の回で、そのテンションの高さから羽鳥慎一に「基本的には（前任の）内山さんと同じなんですね」とコメントされた。
- おもいッきりDON!（札幌発の中継（ザ・たっちと共演））
- どさんこワイド!!朝!（2011年3月28日 - 2016年3月25日）

### ラジオ
- ラジオクリックiしてる!
- オハヨー!ほっかいどう
- STVニュース（不定期、主に土曜の「ウイークエンドバラエティ 日高晤郎ショー」内で担当）
- みのや雅彦のサンデーパラダイス
- まるごと!エンタメ〜ション：アシスタント
  - 2016年4月4日 - 2017年2月24日、月 - 金曜担当
  - 2018年4月5日 - 2021年3月末、木・金曜の13:00 - 16:00担当
  - ようじのぢかん 4月第1週（2022年4月4日 - 2022年4月8日）
  - ようじのぢかん 8月第3週（2023年8月21日- 8月25日）
  - 2021年4月以降も代演多数

### CM
- 日本赤十字 北海道はたちの献血キャンペーン 「ポスター」